# São Pedro e Santiago
São Pedro e Santiago (oficialmente, Torres Vedras (São Pedro e Santiago)) foi uma freguesia portuguesa do município de Torres Vedras, com 31,34 km² de área e 17 965 habitantes (2011). Densidade: 573,2 hab/km².
Esta freguesia resultou da anexação das paróquias de São Pedro e de São Tiago por decreto de 4 de novembro de 1859 do Cardeal Patriarca de Lisboa Dom Manuel Bento Rodrigues da Silva, que reuniu as anteriores 4 paróquias da Vila: Santa Maria do Castelo, São Miguel, São Pedro e São Tiago - em duas novas paróquias Santa Maria do Castelo e São Miguel e São Pedro e São Tiago.
Era uma das maiores freguesias do concelho e, juntamente com Santa Maria do Castelo e São Miguel, formava o núcleo urbano de Torres Vedras.
Era uma das poucas freguesias portuguesas territorialmente descontínuas, tendo a peculiaridade adicional de consistir em duas partes que se tocavam num vértice (Ponte de São Miguel, sobre o Rio Sizandro), comum à outra antiga freguesia urbana de Torres Vedras (Santa Maria do Castelo e São Miguel). A antiga freguesia de São Pedro e Santiago estendia-se a noroeste e a sudeste desse vértice.
Foi extinta (agregada) pela reorganização administrativa de 2012/2013, sendo o seu território integrado na Freguesia de Santa Maria, São Pedro e Matacães, territorialmente contínua.

## População

Antigas freguesias que deram origem à União das Freguesias de Torres Vedras (São Pedro, Santiago, Santa Maria do Castelo e São Miguel) e Matacães.

| População da freguesia de Torres Vedras (São Pedro e Santiago) | População da freguesia de Torres Vedras (São Pedro e Santiago) | População da freguesia de Torres Vedras (São Pedro e Santiago) | População da freguesia de Torres Vedras (São Pedro e Santiago) | População da freguesia de Torres Vedras (São Pedro e Santiago) | População da freguesia de Torres Vedras (São Pedro e Santiago) | População da freguesia de Torres Vedras (São Pedro e Santiago) | População da freguesia de Torres Vedras (São Pedro e Santiago) | População da freguesia de Torres Vedras (São Pedro e Santiago) | População da freguesia de Torres Vedras (São Pedro e Santiago) | População da freguesia de Torres Vedras (São Pedro e Santiago) | População da freguesia de Torres Vedras (São Pedro e Santiago) | População da freguesia de Torres Vedras (São Pedro e Santiago) | População da freguesia de Torres Vedras (São Pedro e Santiago) | População da freguesia de Torres Vedras (São Pedro e Santiago) |
| -------------------------------------------------------------- | -------------------------------------------------------------- | -------------------------------------------------------------- | -------------------------------------------------------------- | -------------------------------------------------------------- | -------------------------------------------------------------- | -------------------------------------------------------------- | -------------------------------------------------------------- | -------------------------------------------------------------- | -------------------------------------------------------------- | -------------------------------------------------------------- | -------------------------------------------------------------- | -------------------------------------------------------------- | -------------------------------------------------------------- | -------------------------------------------------------------- |
| 1864                                                           | 1878                                                           | 1890                                                           | 1900                                                           | 1911                                                           | 1920                                                           | 1930                                                           | 1940                                                           | 1950                                                           | 1960                                                           | 1970                                                           | 1981                                                           | 1991                                                           | 2001                                                           | 2011                                                           |
| 2 519                                                          | 2 916                                                          | 3 465                                                          | 3 776                                                          | 4 373                                                          | 4 688                                                          | 6 087                                                          | 6 712                                                          | 7 118                                                          | 7 995                                                          | 10 897                                                         | 15 401                                                         | 15 397                                                         | 17 548                                                         | 17 965                                                         |

## Património edificado
- Capela do Sanatório do Antigo Convento do Barro
- Chafariz dos Canos
- Igreja e Convento da Graça
- Ermida de Nossa Senhora do Ameal
- Forte de São Vicente de Torres Vedras e Capela de São Vicente
- Forte de Olheiros ou Reduto de Olheiros ou Forte do Canudo
- Igreja de Santiago
- Igreja de São Pedro ou Igreja de São Pedro da Cadeira (ver São Pedro da Cadeira)
- Monumento funerário neolítico denominado Tolo do Barro ou Tolo da Pena
- Mosteiro do Varatojo, também conhecido por Mosteiro de Santo António